# Famille de Gefion
La famille de Gefion est une famille d'astéroïdes constituée d'astéroïdes de type S de la ceinture principale intermédiaire. Elle doit son nom à son membre de plus faible numéro, (1272) Gefion.

## Propriétés

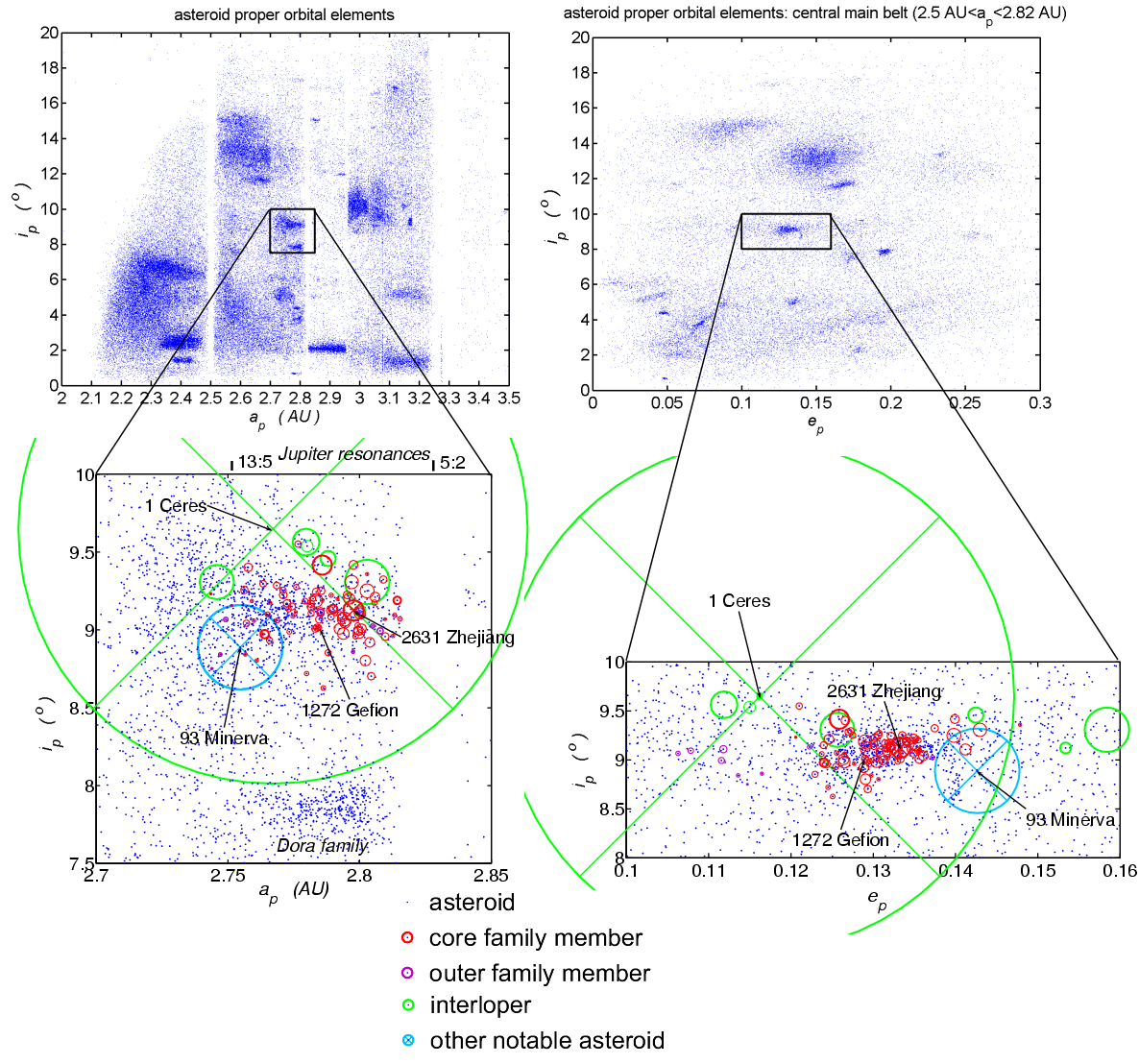
Position et structure de la famille de Gefion.

Les membres ont des éléments orbitaux inclus dans l'intervalle approximatif  :
|     | ap      | ep    | ip   |
| --- | ------- | ----- | ---- |
| min | 2.74 ua | 0.120 | 8.6° |
| max | 2.82 ua | 0.148 | 9.6° |

A l'époque actuelle, l'intervalle des éléments orbitaux osculateurs de ces membres centraux est :
|     | a       | e     | i     |
| --- | ------- | ----- | ----- |
| min | 2.74 ua | 0.081 | 7.4°  |
| max | 2.82 ua | 0.18  | 10.5° |

L'archétype est (1272) Gefion. La famille est assez grande car l'analyse faite par Zappalà en 1995 a trouvé environ une centaine de membres centraux. Une recherche dans une base de données d'éléments propres récente a trouvé 766 objets (environ 0,8 % du total) situés à l'intérieur de la région définie par le premier tableau ci-dessus.
(2631) Zhejiang a un diamètre de 34 km et est le plus grand membre central dont le diamètre a été précisément estimé, bien que (2911) Miahelena soit plus brillant et aurait un diamètre d'environ 47 km, en supposant qu'il a le même albédo (très faible) de 0,025.

## Famille de Cérès, famille de Minerve et intrus
Jusqu'à récemment, cette famille était appelée famille de Cérès ou famille de Minerve d'après (1) Cérès (le plus grand astéroïde) ou (93) Minerve. Cependant, des analyses spectroscopiques ont révélé que ces membres les plus grands étaient en fait des intrus dans leur propre famille, ayant des types spectraux différents de ceux de la majorité des membres.  D'autres intrus connus sont (255) Oppavia, (374) Burgundia, (2507) Bobone et (2559) Svoboda. Ceci a conduit l'astéroïde relativement mineur (1272) Gefion a devenir le membre de plus faible numéro de la famille.